# Scotopteryx roseifascia
Scotopteryx roseifascia là một loài bướm đêm trong họ Geometridae.